# Lamentazioni per la settimana santa

Les Lamentazioni per la Settimana Santa (« Lamentations pour la Semaine sainte ») sont un cycle de six œuvres religieuses destinées aux célébrations de la Semaine sainte, composées par Alessandro Scarlatti vers 1706.

## Histoire
On ignore la destination et le commanditaire de ces œuvres, composées vers 1706,, mais elles sont probablement destinées à Ferdinand de Médicis à Florence, Scarlatti espérant obtenir un poste auprès du prince.
Basée sur les prières (lectiones) poétiques des Lamentations de Jérémie, la musique est chantée pendant les Matines. Celles-ci étaient antérieurement placées vers 2 heures du matin (la huitième heure, selon saint-Benoît). Mais, dès le XIIe siècle, s'installe la tradition de célébrer les Matines de cet Office des Ténèbres par anticipation, la veille du jour fêté, en fin d'après-midi, afin de faciliter la participation des fidèles aux rites, notamment à la fin de l'office, alors que le jour est tombé, qui consiste à éteindre les chandelles — le chœur est éclairé par un chandelier, ou herse, à quinze cierges, éteint un à un après chaque Psaume. Ces Matines, précédant Pâques, sont réparties en trois nocturnes qui contiennent chacun trois psaumes et trois leçons avec trois lectures et trois répons. Elles sont immédiatement suivies des Laudes, comprenant chaque jour trois Psaumes et deux Cantiques. L’Office se terminent encore toujours par le Miserere, le Psaume 50, suivi d’une oraison finale et de la trépidation bruyante.  Ce sont ces lectures que mettent en musique les compositeurs depuis le XVe siècle. En Italie, à partir de la fin du XVIe siècle, la polyphonie est remplacée par le style monodique soutenu avec des instruments et la basse continue, accentuant l'impact de l'expression suggérée par les textes.
Les Lamentations pour les offices de ténèbres de la Semaine sainte de Scarlatti, sont très différentes de son style opératique. De son temps, il était principalement considéré comme un compositeur de musique sacrée,. Ici, tout en conservant son sens dramatique et, pour la partie vocale, son sens de la déclamation, inspiré par le texte très riche en images, « Scarlatti déploie le meilleur de son invention mélodique et rythmique ». Usant notamment d'une écriture très contrapuntique, d'effets chromatiques expressifs, de rythmes syncopés pour exprimer la douleur ou les gémissements, afin de renforcer ces effets, il utilise les pauses en tant que figures rhétoriques.

## Détails
Chaque lamentation nécessite une voix de soprano, sauf la seconde du samedi, nécessitant un ténor, accompagnés par des cordes à trois ou quatre parties et la basse continue.
- Première et troisième lamentations pour le Jeudi saint (Feria V in Coena Domini) : célébration de l'eucharistie, chantées le mercredi soir.
- Première et seconde lamentations pour le Vendredi saint (Feria VI in Parascese), chantées le jeudi soir.
- Première et seconde lamentations pour le Samedi saint (Lettioni del Venerdì Santo), chantées le vendredi soir.

## Manuscrit
- Bologne, Accademia Filarmonica, I-Baf (Ms. 443)[7].

## Discographie
- Lamentazioni per la settimana santa [intégrale] - Christina Miatello, soprano ; Gian Paolo Fagotto, ténor ; Ensemble Aurora, dir. Enrico Gatti (septembre 1992, 2CD Symphonia SY92D17 / rééd. Glossa GCD 921205) (OCLC 956265095 et 777766784)
- Lamentazioni per la settimana santa [4 premières leçons] - Noémi Rime et Martina Lins, soprano ; Le parlement de musique, dir. Martin Gester (festival d'Ambronay, 1-3 octobre 1992, Opus 111 OPS 30-66)[8] (OCLC 742589205)
- Lamentazioni per la settimana santa - Paola Alonzi, soprano ; Schola Romana Ensemble, dir. Stefano Sabene (Basilica de Santa Maria sopra Minerva, Rome 2008, DVD Planeta DeAgostini) (OCLC 914760144)
- Notturno : Lectio Prima Feria V in Coena Domini - Eugénie Lefebvre, soprano ; Clément Geoffroy, claviers ; L'Escadron volant de la Reine (juillet 2015, Evidence EVCDO21) (OCLC 998387040) — avec des ouvertures (Agar et Ismaele esiliati, San Filippo de Neri) de Scarlatti et d'autres œuvres de Cristoforo Caresana et Gaetano Veneziano